# Johanna Mugrauer
Johanna Mugrauer (28. března 1869, Dobrá Voda u Záblatí – 15. listopadu 1940, Prachatice) byla pěvkyně Královského zemského německého divadla v Praze (dnes Stavovské), německých operních scén, zpívala i v Metropolitní opeře v New Yorku.

## Život
Johanna Mugrauer se narodila majiteli lázní v Dobré vodě Franzi Mugrauerovi a jeho ženě, Augustě. Měla devět sourozenců. Hudebně se začala vzdělávat v Linci, poté studovala čtyři roky na pražské konzervatoři. Koloraturní sopranistka nejprve zpívala v Zemském divadle v Praze, kde dostala přezdívku „Slavík Šumavy“. Poté zpívala na prestižních německých scénách – v Berlíně, v Magdeburgu, v Norimberku, Štětíně, v Rostocku a v dalších. Od roku 1906 působila v Metropolitní opeře v New Yorku, do Prachatic se vrátila roku 1910 poté, co byla znechucena zákulisními intrikami. Žila ve vile č.p. 248 u Kandlova mlýna společně se svou sestrou Marií. Po smrti jejich sestry Elisabeth se spolu s Marií starala o dvě neteře. Vyučovala je i zpěvu a veřejně občas vystupovala v městském divadle či při odpoledních dýcháncích. Zemřela roku 1940 ve věku 71 let.

## Výběr z rolí
- Noční královna – Kouzelná flétna (Wolfgang Amadeus Mozart)
- Marcelina – Fidelio (Ludwig van Beethoven)
- Eva – Mistři pěvci norimberští (Richard Wagner)
- Lucia – Lucie z Lammermooru (Gaetano Donizetti)
- Violetta – La traviata (Giuseppe Verdi)
- Frasquita – Carmen (Georges Bizet)